# Christina Perri
Christina Judith Perri (Philadelphia, 1986. augusztus 19. –) amerikai énekesnő.

## Élete
1986. augusztus 19.-én született a Pennsylvania állambeli Bensalemben. Édesapja olasz, édesanyja lengyel származású. Első nagylemeze, a "Jar of Hearts" 2010-ben jelent meg. Leghíresebb dala a 2011-es "A Thousand Years".
21 évesen költözött Los Angelesbe. Van egy férje és egy lánya, akinek a harmadik nagylemeze szól. 2.terhessége nem volt komplikáció mentes. A kisbaba (lány) a születése után meghalt.

## Diszkográfia

### Nagylemezek
- Lovestrong (2011)
- Head or Heart (2014)
- Songs for Carmella: Lullabies & Sing-a-Longs (2019)